# Тимяшево (Башкортостан)
Тимяшево (баш. Тимәш) — деревня в Миякинском районе Республики Башкортостан Российской Федерации. Входит в состав Зильдяровского сельсовета. 

## География

### Географическое положение
Расстояние до:
- районного центра (Киргиз-Мияки): 43 км,
- центра сельсовета (Зильдярово): 9 км,
- ближайшей ж/д станции (Аксёново): 86 км.

## Население
| 2002 | 2009 | 2010 |
| ---- | ---- | ---- |
| 87   | ↘86  | ↘64  |

Национальный состав
Согласно переписи 2002 года, преобладающая национальность — татары (82 %).